# بيرك هنري
بيرك هنري هو لاعب هوكي الجليد كندي، ولد في 21 يناير 1979 في Sainte Rose du Lac ‏ في كندا.

## وصلات خارجية
- بيرك هنري على موقع دوري الهوكي الوطني (الإنجليزية)
- بيرك هنري على موقع EliteProspects.com (الإنجليزية)
- بيرك هنري على موقع Eurohockey.com (الإنجليزية)
- بيرك هنري على موقع HockeyDB.com (الإنجليزية)
- بيرك هنري على موقع Hockey-Reference.com (الإنجليزية)